# AR∀GO -ロンドン市警特殊犯罪捜査官-
『AR∀GO -ロンドン市警特殊犯罪捜査官-』（アラゴ ロンドンしけいとくしゅはんざいそうさかん）は、新井隆広による日本の漫画。『週刊少年サンデー』（小学館）において、2010年4・5合併号から2011年43号まで連載された。単行本全9巻。

## あらすじ
13年前、ロンドンにて謎めいた連続殺人事件が起こった。両親を怪人パッチマンに殺されたアラゴは、復讐を誓い兄ユアンの前から姿を消した。そして現代、ロンドンへ戻ってきたアラゴは、警察官となったユアンとともにパッチマンと再会する。復讐の果てにアラゴはパッチマンを倒すが、その中でユアンは命を落としてしまう。ユアンの右腕と呪いの力を手にしたアラゴは兄の遺志を継ぎ、警察官となり魔都ロンドンに起こる怪事件に立ち向かっていくのだった。

## 登場人物

### 主要人物
アラゴ・ハント
主人公。身長179.5cm。銀髪。
両親の仇であるパッチマンを独自に追っていたが、その際兄・ユアンともに重傷を負った事で、ユアンの右腕や内臓の一部と、エリンの秘宝の一つでもある、命ある者の生命活動を促進し生命を与える（生命エネルギーを増幅させる）パッチマンの「神の槍」・ブリューナクの種の半分を心臓に移植され生還する。ユアンから受け継いだ右手には、幼いころユアンが自分をかばって付いた大きな傷があり、それを隠すため黒い手袋を常にはめている。
ブリューナクを手に入れた後は兄の遺志を継いでロンドン市警犯罪捜査課の刑事となり、その腕を買ったジョーとコンビを組み、ブリューナクを使い怪事件に立ち向かっていく。階級は巡査。昼は警察官としての業務、夜は街をパトロールして怪異を退治するという生活を送っている。
好物はチョコバーで、子供のころはお菓子屋さんになりたかった。家の戸棚や服のポケットには大量のチョコバーが入っている。嘘をつくときに耳たぶを触る癖がある。喧嘩っ早いが根は優しい。
能力の影響でケガの治りは非常に早く、人の感情やエネルギーを目視できる。しかし、強力すぎる力のため、生命のある者にはエネルギーを与えすぎて火傷を負わせ、腐らせ枯れさせてしまう。自らの体はブリューナクの力を受けても無傷だが、ユアンから受け継いだ体はその力に耐えきれない。
数々の犠牲を払いながらようやく宿敵パッチマンにたどり着き、戦いを挑むも全く敵わずに敗北してしまい、戴冠石リア・ファルの中に封じ込まれる。しかし、セスが身を投げうってリア・ファルの中に取り込まれたことでそこから脱し、再びパッチマンに挑む。彼から「偽りの実」の種を託されたことで神と悪魔、両方の力をその身に宿し、パッチマンと伍するだけの力を得る。人間は悪意に満ちているとするパッチマンに対してあくまで人の可能性を信じて戦い、その中で完全にブリューナクを覚醒させて勝利する。しかし、パッチマンがユアンの体をのっとって復活したため、苦悩の末に決断しユアンの体とともにパッチマンを倒す。
1年後、リア・ファルの中に閉じ込められたセスを助け出すため、ベガーを連れベンブルベン山へ向かう。
名前の由来は「アラゴスポット」。理由は「暗闇の中に刺す光」をイメージしてのこと。
技
ブリューナクによる技はすべてベガーによる命名である。
五虹の槍（ジャベリン）
生命エネルギーを手から打ち出す。打ち出されたエネルギーは5本の虹となる。元の技名は「放つ」。使用後の疲労が大きいが、落下するエレベータを止める、200tの列車を持ち上げるといった高い威力を持ち、自らの意志で軌道を曲げることもできる。左手の威力を10とすると、右手は3～4の威力しか出ない。
虹色の手甲（ガントレット）
生命エネルギーを手に込めて相手に打ち込みその体組織を破壊する。元の技名は「殴る」。放つ同様左手に比べ右手の威力が低い。
極光の外套（ファラング）
生命エネルギーに覆われた右手で相手の生命エネルギーに直接触れる。元の技名は「つかむ」。相手の肉体から魂や取り憑いていたものを引きはがすことができ、黒騎士との戦いの中で、合成された細胞の選別などの超精密動作という新たな可能性を得た。
ねじ曲がった海蛇（レヴィヤタン）
セスから受け取ったオルクの力によって起こす巨大な竜巻。パッチマンの黒虹の魔弾をも弾き返す。
ジョー・サリバン
ロンドン市警刑事課の警部補。アラゴのある一言で彼に目をつけ、犯罪捜査課に招き入れた。身長168cm。
署内では女たらしで変わり者として有名だが、かなりのキレ者。若い頃はマジメ一辺倒で煙草も吸わなかった。
過去にパッチマンの起こした連続殺人の解決に焦り暴走してしまったため、相棒だった刑事・ルパートが犠牲になっている事から、署の地下の犯罪資料室・通称「グレイミュージアム」に特殊犯罪捜査班を設置し、20年近くパッチマンを独自に追い続け、怪奇事件を追うようになる。ルパートの娘であるココを養子として育てた。
アラゴがパッチマンと同じ力を持つことを知ったがそれを受け入れ、共に戦うことを決意し、レプラホーンから眼鏡に塗ると異界の住人が見えるようになる四つ葉のクローバーから作られた塗り薬と「ドルイドのステッキ」を貰い受ける。ベガーのことが見えるようになってからは、似た者同士として仲良くなった。アラゴのことを、本当の息子のように思っていた。
アラゴとともにバッキンガム宮殿に向かったが、ココたちが残っている大英博物館が黒騎士の襲撃を受けたことで単身博物館に戻り、黒騎士と対決する。
黒騎士を下してから、オズとともにバッキンガム宮殿へと向かい、ユアンをパッチマンの手から守る。しかし、ユアンの体をのっとったパッチマンからアラゴをかばい命を落とす。その後、相棒のルパートの墓の隣に埋葬された。
技
樺の木の鞭（バーチウィップ）
オガム文字の「B」をステッキでなぞることで発動する。ステッキが鞭に変化する。オガム文字の基本の2文字の一つ。
竜の息吹（はげしいほのお）
オガム文字の「L」をステッキでなぞることで発動する。ステッキの持ち手の部分が竜の頭になり、そこから炎が噴き出す。オガム文字の基本の2文字の一つ。
炎龍のとぐろ（ファイヤーストーム）
セスの魂の叫びとの合体技。竜巻となった炎で攻撃する。
聖域の木立（ホーリーグローブ）
オガム文字の「kh」をステッキでなぞることで発動する。防壁によって身を守り、攻撃を跳ね返す。
隕鉄の棒（アイアンメテオライト）
オガム文字の「T」をステッキでなぞることで発動する。隕鉄に変化したステッキを伸ばして敵を攻撃する。
リオ・バトラー
日本人の母を持つハーフの女性。アラゴとユアンの幼なじみで、ユアンに恋心を抱いていた。身長165cm。
15年前に母の祖国である日本へ引っ越していたが、ロンドン市警クロスウォーター署の特殊部門に配属され、アラゴと再会する。巡査。銃の腕はかなりのもので、トレーニングしているため腕っぷしも強い。特殊部門での勤務の傍らで特殊犯罪捜査班を手伝うことになる。
ユアンの仇を撃つことを望み、パッチマンの情報を見つけようとして、そのことで嘘をついているアラゴと一時険悪な関係になり、自分だけで手がかりを探そうとして青騎士に接触し殺害されそうになるが、アラゴによって救出される。そして、アラゴの嘘が自分を思いやってのことだと分かり、本当のことを言ってくれる日が来ることを待っている。
最終決戦でアラゴから真実を告げられ、アラゴと仲間達が帰ってこられる場所を守ることを誓う。黒騎士の襲撃に際し、大英博物館に収められていた「狼に変身する毛皮」を自ら被ることで狼女となり、黙示録の怪物と化した黒騎士の体内に突入、コロから受け取った銃で黒騎士にとどめを刺す。
1年後、新生・特殊犯罪捜査班の一員としてレプラホーンの手で修復されたオオカミの毛皮（ウールヴヘジン）をまとい、怪物たちと戦っている。
セス・ストリンガー
クレスト・グリーン校に通っていた少年。18歳。身長163cm。
抑圧と革命のオルクの力を持つ種の所持者（シードホルダー）。ウィリアム・ブレイクの詩集を愛読する。オルクの力によって圧迫と開放、空間干渉により空気の膨張と収縮のコントロールを行う巨大な角笛を模したエネルギー・『勝ちどきの角笛（スローグガーラム）』を召喚する。空を飛び、竜巻を起こすことができる。
気弱ないじめられっ子を装いながら、自身の学校の教師・エイムズらを操り儀式殺人を起こさせ、ブリューナク強奪を狙うも失敗。その後は逃亡するも、パッチマン一味の暗躍を知り方針を変更、警察に出頭しボランティアとして取り入り軽食堂で働きながら、アラゴと一時的な共同戦線を計画する。
ブリューナクを手に入れ、「欺瞞に満ちた偽りの世界を構築している権力者とそのシステムを破壊」したいと思っている。
トラファルガー広場で白騎士と交戦し、左腕と耳をもがれながらも狙撃可能な建物をすべて破壊することで追いつめ彼を下す。その後、パッチマンに敗れリア・ファルに取り込まれたアラゴの前に現れ、自身の種と世界の命運を託し、自ら身代わりとなってリア・ファルの中に取り込まれた。
技
魂の叫び（アナム・ガーラム）
勝ちどきの角笛から放たれる竜巻状の砲撃。巨大建造物をも貫く程の威力を持つ。
炎龍のとぐろ（ファイヤーストーム）
上述したジョーの竜の息吹との合体技。
風（グイー）
風により攻撃する。自身最速の攻撃。
城壁（カスラーン）
風で障壁を作って防御する。
破裂する空気（ドリヒレオブ・エール）
閉ざされた空間の中で空気を瞬間的に膨張させ、その圧力で全てを押し潰す。
ココ・サリバン
ジョーの養女で、ロンドン市警の警察犬訓練士（ハンドラー）。身長154cm。
警察学校時代の先輩だったアラゴに強い恋心を抱いている。実父はパッチマンに殺害されたジョーのかつての相棒・ルパート。パートナーはコロ。実戦での成績が低かったため、コロとのコンビ解消を勧められていたが、人命救助をした時の功績のため、コンビを継続することになった。
ゴーレム事件の際、黒騎士に誘拐されゴーレムにされてしまうが、アラゴによって救出された。
魔釜の蓋が開いた時には理緒と共に大英博物館に残る。黒騎士から人々を守るため狼女に変身したが故に正気を失っていたリオを説得し、正気を取り戻させた。
1年後は、新生・特殊犯罪捜査班の一員として父の形見であるドルイドのステッキを振るっている。
コロ
ココのパートナーの警察犬。色の薄いブラッドハウンド。チョコバーが好き。特に嗅覚、警戒の訓練の成績は抜群だが、少し臆病で神経質なので、本番になるとうまくいかない。ココのことが大好きなので、アラゴに敵意を向ける。また、ベガーなどの生命エネルギーだけの存在を見ることができる。
黒騎士に大英博物館が襲撃された折には、リオとココをオオカミの毛皮のところまで導き、怪物化した黒騎士の体内に突入したリオに銃を届けるなど重要な役割を果たした。
オズウェル・ミラー
女王直属の“聖守護隊（アルビオン）”の最後の生き残りにして唯一のメンバー。親しい人間には自らを“オズ”と呼ばせる。アラゴ達のような超常能力は持たないが無数の武器と頭脳を駆使して戦う。国家安寧の敵を全て排除するため送り込まれた処刑人（エクスキューショナー）であり、その最大の敵であるパッチマンを唯一倒すことのできるアラゴを守るため仲間として戦いに加わる。敵に止めを刺す際に「GOD SAVE THE QUEEN（神よ女王を守りたまえ）」と言う。アラゴやリオと同い年だが、実年齢よりも年上に見える。
赤騎士との初戦で彼女をトラップに嵌め、魔剣クラウ・ソラスの種を回収する。その後、特殊犯罪捜査課の特別顧問に就任する。運転がかなり乱暴。
二度目の赤騎士との戦いでは大苦戦を強いられ、ビッグベンの長針で左足を切断された上に誇りであったユニコーンバンカーを折られ、その破片によって胸を突き刺され絶命したかに思われたが、先の戦いで回収したクラウ・ソラスの種を一か八かで体内に取り込んだことで生還する。さらに左腕を引きちぎられたが、赤騎士を道連れにする形で彼女を倒す。
1年後、聖守護隊の千人長として隊の再編を任され、多忙な日々を送っている。
武器
指向性対人地雷（クレイモア）
聖別されたダマスカス鋼製の弾丸が発射される地雷。
ユニコーン・バンカー
女王から賜ったとされる「ユニコーンの角」という巨大な角型の武器を回転させながら巨大な銃器から撃ち出す。代々の千人長だけが所持することを許される、真の騎士の証である。
ユニコーンバンカー2
義足の左足からユニコーンの角を射出する。
他にも、炸裂弾付きのボウガンや特殊閃光音響弾（スタングレネード）、細い鋼線を扱う。
ギャリーベガー
小さなガイコツの姿をしたモンスター。通称・ベガー。陽気で、基本的には人を驚かせるだけの古いイングランドの妖魔。重機をも動かす念動力を持ち、人に取り憑くこともできる。典型的な小物で女好きだが、根は悪い奴ではなく憎めない性格。モンスターなのでアラゴやセスといったシードホルダーや霊感の強い者にしか姿は視認できない。過去にアラゴに懲らしめられた事があり、アラゴにレプラホーンの捜索を強制的に協力させられて以降、アラゴと行動を共にしている。現在は頭蓋骨だけの状態だが、時間がたてば全身が再生するという。頭部の左側に「G」のマークがある。
命を懸けたグリグリの姿を見て、壊れたバイクの車輪代わりとなってジョーを運ぶ。その後、パッチマンの元へジョーとオズを届け、バイクごと黒い結晶に衝突し消え去ってしまったかと思われたがしぶとく生き延びていた。

### ロンドン市警
ティアナン
ジョーと同年代の老刑事。CIDに所属していたが、ベガーのイタズラで大ケガを負い、足が不自由になったことで引退した。
ラリー
警察学校時代からユアンをライバル視していたが、目標を失いアラゴに当たるようになる。リオに気がある模様。
アルフレッド・ミラー
署長で、階級は警視。かつてはジョーのファンだった。アラゴのために、ジョーがかつてのルパートのように命を落とすことを恐れている。

### パッチマン一味
パッチマン
物語開始から13年前、殺人を犯しては被害者の四肢を切断していく事件を繰り返した、全身に包帯を巻いた黒いフードの大男。その外貌と行いから、「現代の切り裂きジャック」「ツギハギの怪人」と噂され、『PATCH MAN』と呼称されている。アラゴとユアンの両親、ジョーの相棒を殺害した仇でもあり、両者から憎悪の対象となっている。実は70年以上前からロンドンで暗躍していた。
アラゴの種・ブリューナクの元の所持者で、殺人を犯していたのは、ブリューナクの強大な力に身体が耐えられないため、身体が傷つく度に人を殺してその肉体の一部を奪い、特殊な施術を施して腐敗した部分と継ぎ合わせて生き永らえるためであった。その過程で少年期のアラゴと接触、アラゴがブリューナクの最適合者である事を知り、その肉体を手に入れようと付け狙う。
アラゴの肉体が十分に成熟した時期を狙い、アラゴを襲撃するも、ユアンの妨害にあい失敗、兄弟が双方とも重傷を負ってしまう。そこでアラゴにユアンの右腕とブリューナクの一部を分け与える事によって蘇生させたが、アラゴのブリューナクの光を受けて姿を消す。その後は周囲に死んだと認識されていたが、体組織の7割を失う重傷を負い車椅子生活となりながらも生存、アラゴの肉体と分けたブリューナクの回収のため、アラゴに対する切り札として黒いブリューナクでユアンを操り人形として蘇生させ活動を開始する。
アラゴの体を手に入れ不死身となったのち、エリンの秘宝で魔の釜をあけ、地獄のすべての魑魅魍魎を解き放つことで文明社会の崩壊をもくろんでいる。
人間の本質は悪であるとし、故に悪逆の限りを尽くす自分こそが人間を体現した者であると語る。そして、その悪性を他に感染させることから、自らを「蔓延させる者」と称する。また、他人の悪意や負の感情を愛しているようで、そうした感情を向けられることにも強い喜びを覚えていた模様。
四騎士全員の死後、彼らの元で成熟した種を回収し、アラゴを圧倒的な力でねじ伏せリア・ファルに封じ込める。その後、セスから種を授かりリア・ファルから脱したアラゴと激闘を演じた末に、敗北し消滅する。しかし、魔剣の種で蘇生したユアンの体を乗っ取り復活する。再びアラゴと戦うが敗北し、ユアンによって魔釜の底へと封じられた。
最後に至るまでその正体・経歴は明かされず、彼が純粋な人であるのか、ある種の怪物としての人間なのかは不明。
技
漆黒の手甲（ガントレット）
アラゴの虹色の手甲と同じ技だが、その威力はリア・ファル内の戦いの時点でのアラゴのそれを凌駕する。
黒虹の魔弾（ジャベリン）
黒いブリューナクによって生命エネルギーを発射する。
閃光（クラウ）
魔剣クラウ・ソラスの力でできたユアンの銀色の右腕の指先から出るエネルギーで攻撃する。
四騎士の能力である、物体の加速・融合・影の操作・炎の操作を使うことができるようになった。
ユアン・ハント
アラゴの双子の兄で、元ロンドン市警犯罪捜査課の巡査部長。身長180cm。
パッチマンからアラゴを助けようとしたが双方ともに重傷を負った上、パッチマンによりアラゴを生かすために右腕をはじめとした無事だった組織までも奪われてしまい、死亡した。ブリューナクへの耐性は常人よりは高いもののアラゴには当然及ばず、そのためアラゴに移植されている右腕はブリューナクによるダメージが高い。
死後はパッチマンによって遺体を暴かれた後、彼のブリューナクの力で生ける屍として蘇生させられ、アラゴに対する切り札として傍に置かれている。思考・会話はほとんど封じられている上に、パッチマンの黒いブリューナクによって生命エネルギーを常に供給されており、パッチマンが死にブリューナクの力が途絶えれば生きてはいられない。
オズの機転で、魔剣の種を移植され命を取り留めたが、その体はパッチマンによって乗っ取られる。パッチマンに完全に意識を奪われていたかと思われたが、かろうじて自分の意識は残っておりアラゴに敗れた後、自らの意思でパッチマンを魔釜の底へ連れて行った。

#### 四騎士
パッチマンの配下。世界に絶望した人間達にパッチマンが種を与え能力者とした者達で、パッチマンを崇拝し世界の滅亡のために動く。モチーフはヨハネの黙示録の四騎士。
ルシアン・ガードナー
四騎士の1人・青騎士（第四の騎士）。青いヘッドホンとエレキギターが特徴の金髪の青年。身長183cm。
極端な帯電体質を持つ人間・SLIDER（通過するそばから街灯を消す人）であり、エレキギターから電撃を発生させる技を使用する。さらに、種の能力で不定形の特殊な獣・ハデス（普段はハイエナのような姿）を自分の影の中に従え探索などを行う。
いろいろなことに点数をつける癖がある。口癖は「C'est Cool!」。
過去に自らの体質を受け入れてくれたバンド仲間の身代わりになって逮捕されたが、出所後信頼していたはずの彼らに裏切られ利用されただけだったと分かり、周りから人がいなくなり孤独になった。その時期にパッチマンに出会い、種を渡される。
最終決戦でアラゴと対峙する。お互い最強の一撃同士をぶつけた勝負に敗れ瀕死に陥る。自分の死を悟りハデスとともに闇に消え去った。
技
電撃の死神鎌（エレキサイズ）
エレキギターから電撃を発生させて攻撃する。エレキギターを帯電させて相手を直接殴って攻撃することもある。
冥獣の電撃（ボルトラン）
大量の電気を蓄えることで変化した姿のハデスに攻撃させる。
雷の牢獄（サンダージェイル）
電気で敵を閉じ込める。
サイモン・クロトー
四騎士の1人黒騎士（第三の騎士）。35歳。表向きは善良な開業医だが、本性は残虐で人間をウジ虫と呼び「絶望」を与えようとしている。人を含む生物と機械を遺伝子レベルで融合させたり、周囲の化学組成を変化させる能力・『無法の天秤（アンバランス）』を持ち、それの能力によりゴーレムを作り出してロンドンに解き放つ。ココを誘拐し、熊とライオンとココを合成したゴーレムをつくりアラゴを襲うが、ブリューナクの新たな力により失敗する。
過去に不治の病に侵された患者を必死に延命させていたが、それは患者にとって絶望でしかなく自殺させてしまったトラウマから医者の無力さを痛感した。その頃にパッチマンに出会う。
この時、飛び降りてきた患者とともに降ってきたガラスの破片が左目に刺さり失明してしまったため、義眼をし片眼鏡をかけていた。激昂したアラゴの攻撃で顔の左半分に大火傷を負ったため、黒い眼帯をするようになった。
最終決戦にてアラゴの拠り所をなくすために、大英博物館を襲撃し結界を作っていた発電機を破壊する。その後、ゴグマゴグと共に博物館へ避難していた人々を襲い、さらにゴグマゴグと融合し自ら化物と化し、人間を蹂躙しようとするが、狼の皮を被り狼女となったリオとリオを協力したグレムリン、ジョー、ココの力によって討たれる。
黙示録の怪物（アポカリプスのビースト）
自らを大量のゴグマゴグと融合し、7つの頭を持つ巨大な怪物と化した状態。攻撃を受けてもほかのゴグマゴグや人間の遺体を吸収・融合することで再生する。
ヒュー・ヴァイスマン
四騎士の1人白騎士（一の騎士）。口数が少ない。エリンの秘宝の一つ、戴冠石リア・ファルを探しており、その在処を調べるためにロンドン大学の神話・宗教史学専攻、ハム・ハミルトン教授を襲う。その後、リア・ファルを求めて妖精を殺して回った。そして、青騎士と共にアラゴ達と戦い、リア・ファルを奪う。
自身の肉体も含むあらゆる物質を加速させて弓矢のように撃ち出す能力・『勝利の弓（インビジブルボウ）』で戦う。
過去に家族のような傭兵仲間を味方軍の誤爆に巻き込まれ失ったが、上層部の子息の事故だったため全てをもみ消され弱者と強者の境目を痛感したが、その子息を殺害したパッチマンに種を託される。
最終決戦の際、トラファルガー広場でセスと対峙する。自分に有利な狙撃戦を行いセスを終始圧倒するが、しらみつぶしに自分の居場所を探すセスにとうとう見つけられ最後の接近戦にて敗北し死亡する。
技
真実の矢（トゥルースアロー）
筒を喉に刺すことで、そこから自らの意志には関係なく真実の声が漏れだす。
止まない雨（ビリオンダーツ）
無数の水滴を加速させて打ち出す。一つ一つがダイヤモンドさえも穿つ威力を持つ。
スカーレット・ラヴィ
四騎士の1人赤騎士（第二の騎士）。16歳。わがままな性格。エリンの秘宝の一つ、魔剣クラウ・ソラスを探す任を受け、予告状を送りつけた。全身から発せられる銃弾が気化するほどの高熱を操り、強大な炎を発生させる。細身だが、アラゴを上回る怪力を持つ。
警官隊を全滅させアラゴ達を圧倒したうえ、クラウ・ソラスの種を取り込んでさらに強力な力を発するも、その種は自らの体には合わなかった。冷静さを失ったため、オズが仕掛けたトラップにかかり、種を奪い返されてしまう。
過去にDVを受け続ける母を助けようと父から引き離すために殺そうとするが、すでにパッチマンによって殺害されていた。しかし、父を殺したのが自分だと勘違いした母にとって邪魔だったのは自分だったことを思い知らされ家に火を放ち全てを焼き尽くした経験から炎の熱さから生を実感した。
最終決戦の際、オズと対峙する。前回の対決とは打って変わって冷静な状態で終始オズを圧倒するが、魔剣（クラウ・ソラス）の種を取り込んだオズの決死の抵抗によりオズ共々ユニコーンの角に貫かれ死亡した。
技
戦火の斬首刀（クレイモア・オブ・ウォー）
高熱の炎を帯びた武器で厚さ1mの金庫の扉でさえも真っ二つに溶断する。

### 事件関係者
ニーナ
霊媒体質を持つ少女。その体質ゆえにベガーを見ることができ、母親が彼の起こした事件でケガをしたため追いかけていた。アラゴと共にベガーを追い詰めたところで、ベガーに取り憑かれてしまうが、ブリューナクの力によって助けられた。
その後、ゴグマゴグに襲われていたところをセスに救われた。
エイムズ
クレスト・グリーン高校の歴史教師。悪魔を嫌っており、悪魔を呼び出して倒すための儀式と称して学校の問題児であるトレーシー・ライアンを殺害した。神のお告げを受け、力を与えられたと思っていたが、実はその力はセスのものだった。アラゴをさらい、同じく問題児であるマットを殺害しようとしていたところを逮捕された。
ホイルウッド拘置所に拘置中にパッチマンに殺害され、両足を奪われた。
クリス・ホバーマン
実家の工場で作った航空部品に立て続けに問題が起こるようになったため、特殊犯罪捜査班に相談に来た少年。単独で張り込みを行っているうちに、グレムリンに襲われたがお菓子を与えることで彼らと和解した。
後に、ゴグマゴグに襲われたところをセスに助けられた。

### その他の人外の存在
幽霊馬車
バスの運転手にとり憑いては客を事故死させ続けてきた馬車の運転手の霊。19世紀の旧道を通り、病院の地下の火葬場跡まで行こうとしていた。
シェイプシフター
人の記憶を読み取ることで他人に化ける怪物。ユアンの姿を化けてアラゴに接近した。
レプラホーン
小さな老人の姿をした妖精。ロンドンのバーリントンアーケードで産業革命のころから靴磨き職人をしている。器用で似顔絵などもすぐに描ける。妖精の道具を作れるのは彼だけで、大金を所持している。そのため、妖精の矢じりを護身用に持っていたが、ある時人間に盗まれ悪用されてしまい、矢じりを取り戻すためにアラゴに協力する。
その後、アラゴの力になりたいと強く願うジョーに請われ、異界の住人が見えるようになる塗り薬とドルイドのステッキを渡した。
魔釜の解放から1年後には特殊犯罪捜査班の専属魔法具技師となっている。
ナックラヴィー
上半身は人間、下半身は馬に似た水魔。テムズ川に住んでおり、人々を襲い、川の中に引きずり込み食らっていた。
ゴースト
生前、入院中にやってきたユアンから退院したらデートしようと誘われていたが、そのまま亡くなってしまった老婆。霊体となって街をさまよっているときにアラゴと出会い、彼とデートをした後満足して昇天した。生命エネルギーだけの存在なので種の所持者には見えるが、触ることができるのはブリューナクだけ。
インペット
金に汚いケチな小悪魔。神父に取り憑き奇跡と称して金品を巻き上げていた。
ワーウルフ
魔力が込められた古い狼の毛皮で、被った人間を操る。変身中は不死身で超回復能力を持つほか、動きが素早く攻撃力も高い。戦う意思に反応して攻撃を仕掛ける。食料品売り場や厩舎を襲っていたが、アラゴによって毛皮を剥がれた（中に入っていたのは普通の人間で、変身中の記憶はなかった）。その毛皮は大英博物館に保管されることになった。
グレムリン
小柄な妖精で、集団で過ごしている。航空機部品などを取り扱う会社に生息し、時として家主にアイデアをもたらす存在。しかし、家主がグレムリンへの感謝を忘れると、その家を没落させたりなどの被害を及ぼす。手を様々な工具の形に変えることができ、狭い隙間に隠れることを得意とする。グレムリン達への感謝の意味として、キャンディーを一つお供えする。アラゴ達を襲ったグレムリン達も甘いものが大好きで、アラゴが持っていたチョコバーで懐いたが、クロトーによって全滅させられてしまう。二匹残っていたが、うち一匹は黒騎士によって連れ去られゴーレムの創造に利用されてしまう。
グリグリ
アラゴの元にいたために、唯一難を逃れたグレムリン。アラゴの部屋で寝泊まりしている。チョコバーが好きで、アラゴとは似た者同士。黒騎士の博物館強襲時、切られていた自分に優しくしてくれたアラゴのため、結界発生装置の発電線を繋ぐために奮闘し、見事繋ぐことに成功したが、同時に力尽きて死んでしまった。
フレッシュゴーレム
クロトーが死体から創造した人形。人間の死体に二連装の50口径の重機関銃を合成したものでアラゴを襲い能力のデータを集めたのち、熊とライオンの死体、そしてココを合成し、数十体のグレムリンの生命エネルギーから抽出した種を動力源とする強力なゴーレムを生み出した。
レッドキャップ
旅行者向けの安宿街に住み、兄弟で路地に迷い込んだ旅行者を殺しては自分たちの帽子を血で赤く染めていた。普通の人間には見えないタイプの凶暴な妖精なので非常に危険。
ゴブリン
意地悪でイタズラ好きな小妖精。小さな足跡を残し、ワインや牛乳を酸化させる。種族の一人であるマイフェアレディが戴冠石リア・ファルをウェストミンスター寺院から盗み出し、ロンドン橋に隠した。
ストリガ
女の顔をした巨大なカラス。強烈な鳴き声が武器。
オーガ
巨大な体を持つ、人型の怪物。日本でいう「鬼」に近い存在。本来は臆病だが、子供を守るために人を襲ってしまったため、オズによって殺されてしまった。その後、2匹の子供達は森の奥へ帰っていった。
動く石像
聖守護隊が残した、魔釜の四隅を封印する守護獣。東西南北それぞれ緑のルヴァ・黒のサーマス・赤のユリゼン・黄のアーソナが守っていたが、四騎士によってすべてが倒されてしまった。
ゴグマゴグ
魔釜の隙間から湧き出した「大地の敵」とも呼ばれる漆黒の怪物たち。太古の昔に人間に戦いを挑んだ異界からの侵略者で、その戦いに敗れて魔釜に封印されていた。大きさや姿かたちはまちまちで、かなり巨大なものも存在する。ロンドン市内のいくつかの大型施設にある、発電機による強力な電磁波で作られた結界の中には侵入することはできない。ロンドン中のマンホールから出現し人々を襲い始め、さらにフランスなどにも上陸した。魔釜の蓋が閉じられるまでずっと湧き続ける。

## 用語
“種”（シード）
すさまじい力を持つエネルギーの結晶のようなもの。伝承には「賢者の石（ラピス）」、「マナ」、「イリアステル」などの名で伝わっている。
手にしたものに超常的な力を与えるほか、グリグリなどの妖怪・魔物にもこれらが備わっており、四騎士にも特殊能力と呼応するように存在した模様。そのため生得的に存在する場合もある模様。また作中に出てくるエリンの秘宝もこれらの一種であり、とりわけ強い効果・能力を有しているものである。
セスの持つオルクの“種”（彼は契約とも呼んでいたが）は「偽りの実の種」とも呼ばれており、通常のものとは異なるものである可能性、またエデンの園における知恵の実とのつながりが示唆されている。
いつ、いかなる理由から生まれ、存在しているかは作中では明かされていない。
エリンの秘宝
ダーナ神族が残し、パッチマンが集めている四つの秘宝。エリンとは現在のアイルランドを指す。それぞれが絶大な力を持っており、アラゴらはこれを狙うパッチマン一味と戦うことになる。
光明神ルーの神槍ブリューナク
先が5つに分かれた槍でどんなに離れた敵も貫いたという神の武具。腕から放たれる光が槍に例えられた。輝きに触れたものは急激に生命活動が促進され、力になじまないものには生命エネルギーを与えすぎて腐らせてしまう。あまりに強大な力を持つため、完全に力のなじむアラゴの肉体でなければ肉体が崩壊してしまう。もともと一つだったが、パッチマンの手で二つに分けられ、その種をアラゴとパッチマンが所持している。
パッチマンの有するブリューナクはアラゴの光と対となる闇の属性を持っており、黒い。そのため「黒のブリューナク」などとも呼ばれた。
銀椀王ヌァザの魔剣クラウ・ソラス
一度鞘から抜かれれば敵対するものを必ず切り伏せる不敗の剣ともいわれ、ブリューナクに並ぶ神の武具。マクドネル公爵家に厳重なセキュリティーの中で所蔵されている。折れてはいるもののものすごいエネルギーを秘めている。赤騎士によって強奪され戦いの中で刀身が溶け、種だけになるが、オズによって奪取され回収された。その後、オズが治療のために一か八かで体内に取り込み、さらに蘇生したユアンに埋め込まれた。その際、ユアンの右手からは刃に変化するヌァザの義手と同じ色の銀腕（アガートラーム）が生じた。
城都ファリアスの戴冠石リア・ファル
王となるべき人物が踏むと叫び声をあげたという。エジンバラ城に保管されているものとは別のものが存在し、一辺3m以上の真紅の立方体がウェストミンスター寺院に保管されていた。しかし、1972年にゴブリンのマイフェアレディに盗み出され、ロンドン橋に組み込まれた。白騎士と青騎士によって掘り起こされ、奪われた。
王を選定するものであり、中に2人が入って争うが、出られるのは勝者1人のみとされ、敗者は延々と幸せな夢を見続け、新たに入った誰かを打ち破ることでしか出ることはできない。
父神ダーザの魔の釜
開けると地獄のすべての魑魅魍魎が解き放たれるという。パッチマンの手中に収められていたが、四騎士によって蓋の一部が開けられ、中から怪物「大地の敵・ゴグマゴグ」が現れた。バッキンガム宮殿の真下に位置している。
バッキンガム宮殿の上に全てのエリンの秘宝がそろったため、完全に蓋が開き、巨大な怪物が現れた。このことが、後にレイラインに影響を与えることになった。
作中で唯一明確な形の見えない秘宝であった。
妖精の矢じり
矢じりに射られた人間は様々な病気や障害を引き起こし、突然死の原因となる。人間が長時間その魔力に触れていると、魔力が体に流れ込み意識を奪い、巨大化させてしまう。ロンドンに存在するのはレプラホーンが護身用として所有しているもののみ。
ドルイドのステッキ
樫の木で作られたステッキで、持ち手の部分が老人の顔になっている。これでオガム文字をなぞることで魔法、すなわちドルイドたちの奇跡の一部を引き出すことができる。能力を使用する際には持ち手の部分の顔が変形する。
聖守護隊（アルビオン）
エリザベス1世が組織した秘密機関の通称。国家安寧を妨げる外敵の排除を行う。パッチマンによってオズを除く全員が殺されている。

## 単行本
1. 2010年03月18日発売 ISBN 978-4-09-122228-2
2. 2010年06月18日発売 ISBN 978-4-09-122326-5
3. 2010年09月17日発売 ISBN 978-4-09-122528-3
4. 2010年12月18日発売 ISBN 978-4-09-122700-3
5. 2011年03月18日発売 ISBN 978-4-09-122799-7
6. 2011年06月17日発売 ISBN 978-4-09-123004-1
7. 2011年09月16日発売 ISBN 978-4-09-123247-2
8. 2011年11月18日発売 ISBN 978-4-09-123388-2
9. 2012年01月18日発売 ISBN 978-4-09-123518-3